# Тиволи (Њујорк)
Тиволи (енгл. Tivoli) град је у америчкој савезној држави Њујорк.

## Демографија
По попису из 2010. године број становника је 1.118, што је 45 (-3,9%) становника мање него 2000. године.
| Група             | 2000.         | 2010.         |
| Белци             | 1.089 (93,6%) | 1.007 (90,1%) |
| Афроамериканци    | 5 (0,4%)      | 3 (0,3%)      |
| Азијати           | 11 (0,9%)     | 24 (2,1%)     |
| Хиспаноамериканци | 34 (2,9%)     | 59 (5,3%)     |
| Укупно            | 1.163         | 1.118         |